# Tertenia
Tertenia é uma comuna italiana da região da Sardenha, província de Nuoro, com cerca de 3.713 habitantes. Estende-se por uma área de 117 km², tendo uma densidade populacional de 32 hab/km². Faz fronteira com Cardedu, Gairo, Jerzu, Lanusei, Loceri, Osini, Ulassai.

## Demografia
| Variação demográfica do município entre 1861 e 2011                               |
|                                                                                   |
| Fonte: Istituto Nazionale di Statistica (ISTAT) - Elaboração gráfica da Wikipedia |